# Victoria Rodríguez
Victoria Rodríguez (ur. 22 kwietnia 1995 w Durango) – meksykańska tenisistka.

## Kariera tenisowa
Zadebiutowała w 2008, grając w juniorskiej imprezie w Tampico. Trzy lata później zadebiutowała w juniorskim Wielkim Szlemie, przegrywając w drugiej rundzie kwalifikacji US Open z Başak Eraydın 2:6, 2:6. Wystąpiła w turnieju głównym dziewcząt podczas French Open 2012, jednakże uległa  pierwszej rundzie Montserrat González 4:6, 4:6. Dwa miesiące później po raz pierwszy wystąpiła w rozgrywkach zawodowych – w trakcie turnieju rangi ITF w San Luis Potosí dotarła do finału, w którym przegrała z Anett Kontaveit 1:6, 1:6. Pod koniec roku, występując w parze z Marcelą Zacarías, zagrała w finale gry podwójnej dziewcząt podczas Orange Bowl. Jesienią 2013 roku zakończyła karierę juniorską, plasując się na dwudziestym miejscu na świecie. Kilka tygodni po swoim ostatnim starcie w gronie dziewcząt, zdobyła zawodowe tytuły w Ciudad Victoria i Quintana Roo.
Zimą 2014 zaliczyła debiut w imprezie rangi WTA Tour – podczas turnieju w Monterrey pokonała w pierwszej rundzie kwalifikacji Carolinę Betancourt, a w kolejnym meczu uległa Luksice Kumkhum 5:7, 0:6. W sumie w 2014 triumfowała w dwóch turniejach rangi ITF.
Od 2014 roku jest reprezentantką kraju w rozgrywkach Pucharu Federacji.

## Finały turniejów WTA
| Legenda                     | Legenda |
| --------------------------- | ------- |
| Wielki Szlem                |         |
| Igrzyska olimpijskie        |         |
| WTA Tour Championships      |         |
| 2009 – 2020                 |         |
| WTA Premier Mandatory       |         |
| WTA Premier 5               |         |
| WTA Premier                 |         |
| WTA International Series    |         |
| WTA 125K series (2012–2020) |         |

### Gra podwójna 1 (1-0)
| Końcowy wynik | Nr | Data              | Turniej | Nawierzchnia | Partnerka       | Przeciwniczki                      | Wynik finału   |
| ------------- | -- | ----------------- | ------- | ------------ | --------------- | ---------------------------------- | -------------- |
| Zwyciężczyni  | 1. | 26 listopada 2017 | Mumbaj  | Twarda       | Bibiane Schoofs | Dalila Jakupović Irina Chromaczowa | 7:5, 3:6, 10-7 |

## Wygrane turnieje rangi ITF
| turnieje z pulą nagród 100 000 $ |
| turnieje z pulą nagród 75 000 $  |
| turnieje z pulą nagród 50 000 $  |
| turnieje z pulą nagród 25 000 $  |
| turnieje z pulą nagród 15 000 $  |
| turnieje z pulą nagród 10 000 $  |

### Gra pojedyncza
|    | Data       | Turniej         | Kat. | ($)    | Naw.   | Finalistka          | Wynik               |
| 1. | 30/09/2013 | Ciudad Victoria | ITF  | 25 000 | twarda | Ana Sofía Sánchez   | 6:2, 4:6, 4:0 krecz |
| 2. | 28/10/2013 | Quintana Roo    | ITF  | 10 000 | twarda | Lauren Albanese     | 6:2, 6:4            |
| 3. | 16/06/2014 | Quintana Roo    | ITF  | 10 000 | twarda | Ana Sofía Sánchez   | 4:6, 6:2, 6:4       |
| 4. | 18/08/2014 | Rosarito        | ITF  | 10 000 | twarda | Marcela Zacarías    | 6:3, 6:1            |
| 5. | 30/08/2015 | San Luis Potosí | ITF  | 15 000 | twarda | M. F. Álvarez Terán | 7:6(3), 2:6, 6:3    |
| 6. | 11/12/2016 | La Paz          | ITF  | 10 000 | ziemna | Victoria Bosio      | 6:1, 7:6(5)         |
| 7. | 18/12/2016 | Santa Cruz      | ITF  | 10 000 | ziemna | Fernanda Brito      | 6:4, 6:3            |
| 8. | 10/06/2018 | Hua Hin         | ITF  | 25 000 | twarda | Julja Gluszko       | 6:4, 6:1            |
| 9. | 17/07/2022 | Cancún          | ITF  | 15 000 | twarda | Lya Fernandez       | 6:3, 6:1            |